# Ride On (Christy Moore)
Ride On è un album di Christy Moore, pubblicato dalla WEA Ireland Records nel 1984.

## Tracce
Lato A
1. The City of Chicago – 2:19 (Barry Moore)
2. Ride On – 4:08 (Jimmy McCarthy)
3. Vive La Quinte Brigada – 5:33 (Christy Moore)
4. Songs of Wandering Aongus – 3:46 (William Butler Yeats)
5. McIlhatton – 3:00 (Bobby Sands)
6. Lisdoonvarna – 4:29 (Christy Moore)

Lato B
1. Among the Wicklow Hills – 2:48 (Pearse Turner)
2. Sonny's Dream – 3:13 (Ron Hynes)
3. The Dying Soldier – 2:46 (Ger Costello)
4. El Salvador – 3:39 (Johnny Duhan)
5. Back Home in Derry – 3:47 (Bobby Sands)
6. The Least We Can Do – 3:21 (Gerry Murray)

## Musicisti
- Christy Moore - voce, chitarra
- Donal Lunny - voce, chitarra, bouzouki, bodhrán, sintetizzatore
- Declan Sinnott - chitarra, violino, voce